# 劉淵
劉 淵（りゅう えん）は、五胡十六国時代の漢（前趙）の創建者。唐代に編纂された『晋書』では、高祖李淵の諱を避け、字を用いて劉元海と記される。新興郡（現在の山西省忻州市）の出身。一説に西河郡隰城県（現在の山西省呂梁市汾陽市）出身ともされる。南匈奴の左賢王（あるいは右賢王）であった劉豹の嫡子。後趙の系譜では、単于を輩出した屠各種攣鞮部の出身で於夫羅の孫とされる。

## 生涯

### 雌伏の時
幼くして聡明な子であったという。若い頃より学問を志して上党出身の漢人崔遊に師事し、経史（経書・史書）を広く学んだ。やがて武芸にも励むようになり、成長するにつれて並外れた能力を身に着けるようになった。
当時、匈奴の諸部族は魏王朝に服属して并州領内に居住しており、左部・右部・南部・北部・中部の五つに分けられていた（これを五部匈奴という）。その中で、父の劉豹は左部帥の役職に就き、左部匈奴を統率する立場にあった。咸熙年間（264年 - 265年）、劉淵は任子制度により朝廷から召喚命令を受けたが、これは劉豹の造反を防ぐための人質という意味合いもあった。これに従って郷里を離れて洛陽に入朝すると、時の権力者である司馬昭からは厚遇を受け、以降は朝廷に仕えるようになった。その後、間もなく魏が滅んで西晋が興るが、劉淵は変わらず洛陽に留められた。泰始年間（265年 - 274年）の末、友人である王渾の推薦により司馬炎（武帝）と謁見する機会を得ると、語らい合ってその人となりを高く評価された。
咸寧5年（279年）春、父の劉豹が没すると、朝廷の命により父の役職である左部帥を代行する事となり、洛陽を離れて郷里である并州に帰還した。太康10年（289年）11月、朝廷により北部都尉に任じられた。在任期間中、刑法を厳正に遵守してあらゆる悪行を禁じ、財を重視せず施しを好み、誠意をもって人と交流した。当時、五部匈奴には数多くの豪傑がいたが、彼らは劉淵の徳を慕って次から次へと訪れるようになった。また、幽州や冀州の高名な儒学者や学問に励む者も、数多くが遠方より劉淵に会いに来るようになった。
太熙元年（290年）4月、司馬炎が崩御して子の司馬衷（恵帝）が後を継ぐと、外戚の楊駿が事実上政権を担うようになった。10月、その楊駿の命により、劉淵は建威将軍・五部大都督に任じられ、漢光郷侯に封じられた。また、時期は不明だが左賢王にも任じられている。こうして五部匈奴全体を統括する立場にまで昇り詰めたものの、永康元年（300年）に匈奴のある部族民が国境外へ逃走を図った事により、劉淵は連座により免官となってしまった。しばらくして、鄴城を鎮守する成都王司馬穎より招聘を受けると、劉淵はその要請に応じて復職を果たし、兵を率いて并州から鄴に移った。司馬穎の上表により行寧朔将軍・監五部軍事に任じられ、子の劉聡もまた積弩将軍に任じられた。

### 乱に乗じる
司馬衷の時代、元康元年（291年）に起こった楊駿誅殺を皮切りに、八王の乱と呼ばれる皇族同士の大規模な内乱が勃発した。これに呼応して各地でも反乱が勃発し、強盗略奪も横行するようになった。
永安元年（304年）1月、司馬穎は対抗勢力である長沙王司馬乂を破ると、自ら皇太弟・丞相に昇って国権を完全に掌握し、劉淵もまた司馬穎より屯騎校尉に任じられた。7月、この専横に反発した東海王司馬越らは司馬穎討伐を掲げて挙兵し、恵帝を奉じて鄴へ襲来した。この時、劉淵は司馬穎により輔国将軍・督北城守事に任じられ、鄴の守備に就いた。その後、司馬穎が司馬越軍を返り討ちにし、恵帝を身柄を確保して鄴へ迎え入れると、劉淵は冠軍将軍に任じられて盧奴伯に封じられた。
劉淵の従祖父である右賢王劉宣らは相次ぐ政変を絶好の機会と捉え、晋朝への反乱を目論んで密かに議論を重ねると、秘密裏に劉淵を大単于に推戴した。そして、部族民の呼延攸を并州から鄴へ派遣し、劉宣らの計画を劉淵に伝達させた。これを聞いた劉淵は葬儀を理由に故郷に帰ることを求めたが、司馬穎はこれを許さなかった。その為、劉淵は呼延攸を先に帰すと、劉宣らに五部匈奴と宜陽に割拠する諸々の胡族を集結させた。これを表向きは司馬穎に呼応するための召集と称していたが、実際は晋朝への反逆の準備であった。
同月、并州刺史司馬騰と都督幽州諸軍事王浚もまた司馬穎を討つために挙兵すると、烏桓・鮮卑段部はみなこれに呼応したので、司馬穎は大いに動揺した。
8月、劉淵はこれを自立の絶好の機会と捉え、司馬穎へ「二鎮（并州・幽州の事。則ち司馬騰・王浚を指す）が跋扈して十余万の兵を擁しております。宿衛（近衛兵）や近郡の士衆ではこれを防ぐことは敵わないでしょう。我は殿下のために五部（匈奴）を説得し、国難に赴こうと思います」と勧め、郷里への帰還を求めた。これに司馬穎は「果たして五部の衆は動くであろうか。もし動かすことができたとしても、鮮卑や烏桓の兵に対抗するのは容易ではない。今は陛下を奉じて洛陽に帰り、危難を避けるべきだ。洛陽にて天下に檄を飛ばして兵を集めれば、二鎮など制圧出来るであろう」と述べ、劉淵の申し出を拒絶した。だが、なおも劉淵は食い下がって「殿下（司馬穎）は武帝（司馬炎）の子であり、皇室において大功を建てたことは天下が知っています。殿下のために命をかけない者などおりますまい。五部の衆が動くかどうかを憂う必要はありません。王浚は小人に過ぎず、東嬴（東嬴公である司馬騰）もまた陛下からは遠い皇族であり、殿下と争えるような人物ではありません。もし殿下が鄴宮を出てしまえば、彼らに弱みを見せることになり、洛陽に帰ることも難しくなりましょう。仮に洛陽に着いたとしても、権威はすでに殿下のものではありません。どうか殿下は兵を激励して鄴を守ってくださいますよう。我は殿下のために二部の兵で東嬴を討ち、三部の兵で王浚を破ってみせましょう。数日もすれば二豎の首が晒されていることでしょう」と訴えると、司馬穎はその言葉をとても喜んで劉淵を北単于・参丞相軍事に任じ、并州へ帰ることを許した。
こうして劉淵は匈奴の根拠地である左国城（現在の山西省呂梁市離石区の北東）に到着して劉宣らと無事に合流を果たすと、彼らより上大単于の称号を授かった。すると20日の間に劉淵の下には5万の兵が集結し、劉淵は離石をその勢力の拠点として定めた。
劉淵は事実上自立したものの、その一方で司馬穎と交わした援軍の約束も果たそうと考えており、左於陸王劉宏に精騎五千を与えて司馬穎配下の王粋と合流するよう命じ、共に司馬騰を迎え撃とうとした。だが、到着前に王粋は司馬騰に敗れてしまったので、これを知ると途中で引き返させた。
この時、王浚は配下の将軍祁弘と鮮卑段部の兵を鄴城へ向けて侵攻させ、迎え撃ってきた司馬穎軍を打ち破った。これを恐れた司馬穎は、以前の劉淵の進言を無視し、恵帝を引き連れて洛陽へ逃走してしまった。司馬穎の敗走を知った劉淵は、右於陸王劉景と左独鹿王劉延年らに歩兵・騎兵2万を与え、鮮卑の討伐と司馬穎救援を命じた。だが、劉宣らはこれに反対して、大業を成すためには鮮卑・烏桓とは協力すべきであり、司馬穎のために彼らと争うのは愚策であると固く諫めたため、劉淵はこの意見を容れて救援を取りやめた。

### 漢の建国
同年（304年）10月、劉淵は左国城に拠点を移した。この時、遠方から劉淵の下に集まった人は胡人・漢人問わず数万に上っていた。ここにおいて劉淵は正式に晋朝からの自立を宣言すると、かつて先祖である冒頓単于が漢王朝と兄弟の契りを結び、漢の皇族を妻に娶っていたことから、匈奴と漢氏とは甥の関係であるとし、自らを前漢・後漢のみならず蜀漢の後継者と称した。そのため、国号を漢（劉曜の時代に前趙と改称）と定めて漢王朝の復興を大義名分として掲げると共に、南郊に祭壇を設けて漢王に即位し、領内に大赦を下して年号を元熙と定めた。
また、劉禅を孝懐皇帝と追尊し、漢の高祖（劉邦）以下、三祖五宗の神主を祭り、妻の呼延氏を王后に立てた。さらに百官を置き、劉宣を丞相に、崔遊を御史大夫に、劉宏を太尉に、范隆を大鴻臚に、朱紀を太常に、崔懿之・陳元達を黄門郎に、劉曜を建武将軍にそれぞれ任じ、他の人にも身分・能力に応じてそれぞれ官位を授けた。

### 司馬騰との攻防
漢建国より以前の8月、并州刺史司馬騰は劉淵に対抗するため、鮮卑拓跋部と同盟を結んだ。これにより、拓跋部の大人拓跋猗㐌・拓跋猗盧・拓跋禄官は騎兵10万余りを率い、劉淵打倒を掲げて出撃した。その軍が西河郡・上党郡へ襲来すると、劉淵は軍を繰り出してこれを迎え撃ったが、抗する事が出来ずに敗北を喫した。
同年（304年）12月、司馬騰はさらに将軍聶玄を派遣して劉淵を攻撃させた。聶玄軍が大陵まで進出すると、劉淵はこれを迎え撃って大いに破った。さらに劉淵は勝ちに乗じて進撃し、劉曜を派遣して太原・泫氏・屯留・長子・中都を続けざまに陥落させた。また、冠軍将軍喬晞を西河へ侵攻させ、介休を陥落させて県令賈渾を討ち取った。
元熙2年（305年）、司馬騰は司馬瑜・周良・石尟らを派遣して劉淵を攻撃させ、司馬瑜らは離石の汾城を攻撃拠点とした。これを聞いた劉淵は武牙将軍劉欽を初めとした六軍を派遣し、司馬瑜らを迎え撃たせた。劉欽は敵軍と四度交戦を行うといずれも打ち破り、軍を整えてから凱旋した。
6月、漢軍が晋陽を守る司馬騰を攻撃すると、司馬騰は拓跋部の大人拓跋猗㐌に救援を求めた。拓跋猗㐌はこれに応じて軽騎数千を率いて到来し、漢軍はこれに敗れて将軍綦毋豚が戦死した。
この年、離石は大飢饉に見舞われたために、劉淵は拠点を黎亭に移し、邸閣一帯から食糧をかき集めさせた。また、太尉劉宏・護軍馬景に離石を守備させ、大司農卜豫には彼らへ穀物を供給させた。
元熙3年（306年）末、司馬騰は漢の勢力拡大を大いに恐れ、抗戦を諦めて并州の2万戸余りの領民を率いて山東に南下した。その為、劉琨が後任の并州刺史となった。12月、劉琨が并州に到来すると、劉淵は前将軍劉景を使持節・征討大都督・大将軍に任じ、板橋において迎撃させたが、劉景は返り討ちに遭った。劉琨は無事に晋陽へ入城を果たすと、以降はこの地を拠点として漢軍に対抗するようになった。

### 石勒・王弥の加入
元熙4年（307年）、晋朝に反乱を起こしていた王弥と劉霊は共に漢へ使者を派遣し、恭順の意を示した。劉淵は王弥とは旧知の仲であったので、その帰順を大いに喜んで王弥を鎮東大将軍・青徐二州牧・都督縁海諸軍事・東萊公とし、劉霊を平北将軍とした。ただ、この段階ではまだ正式に漢の傘下に入ったわけではなく、王弥らはその後も単独行動を続けていた。
同年（307年）10月、上党には胡人の張㔨督・馮莫突が数千の兵を従えて割拠していたが、羯族の石勒は彼らを説き伏せて劉淵の下へ帰順させた。劉淵は張㔨督を親漢王に、馮莫突を都督部大に任じ、さらに石勒を輔漢将軍・平晋王として彼らを統率させた。
当時、烏桓の張伏利度は2千の兵を従えて楽平に拠点を築いており、劉淵は以前より何度も招いていたが決して応じてこなかった。同月、石勒は張伏利度の下へ偽装投降してその傘下に入ると、張伏利度に従っていた胡人を味方に引き入れ、さらに頃合いを見計らって張伏利度を捕らえると、その部族を引き連れて劉淵の下へと帰還した。劉淵はこの功績に報いるべく、石勒に都督山東征討諸軍事を加え、張伏利度の兵を全て配属させた。
元熙5年（308年）5月、王弥は劉霊と共に洛陽へ侵攻するも失敗したため、劉淵の下へ逃れてきた。劉淵は侍中・御史大夫を派遣してこれを迎え入れ、王弥を司隸校尉・侍中・特進とし、その配下である王桑を散騎侍郎とした。
以降、石勒・王弥は漢の将軍として各地で軍功を挙げ、その軍の中核を為す事となる。

### 皇帝即位と国家の整備
同年（308年）7月、劉淵は河東へ進出して太守路述を討ち取り、ここを拠点と定めた。次いで平陽へも攻め入ると、太守宋抽は郡を捨てて逃走した。続けざまに蒲坂を陥落させ、蒲子へ進出すると、これを都とした。これにより河東郡・平陽郡に属する県の砦は全て劉淵の下に帰属し、上郡の四部鮮卑である陸逐延・氐族酋長の単徴らが相次いで劉淵に降り、劉淵は全員に官爵を与えた。
10月、劉淵は皇帝に即位すると、領内に大赦を下して年号を永鳳と改元した。11月、長男の劉和を大将軍に、三男の劉聡を車騎大将軍に、族子の劉曜を龍驤大将軍に任じた。
12月、大将軍劉和を大司馬・梁王とし、尚書令劉歓楽を大司徒・陳留王とし、御史大夫呼延翼を大司空・雁門郡公とした。他にも宗室はみな郡県王に封じ、異姓でも功績が大きい者はそれぞれ郡県公侯に封じた。
永鳳2年（309年）1月、太史令宣于修之からの進言を受け、平陽に遷都した。
この時期、ある民が汾水の中から玉璽を拾い、劉淵のもとへ送り届けた。劉淵はこれを吉兆であると喜び、大赦を下して河瑞と改元した。
5月、劉裕を斉王に封じ、劉隆を魯王に封じた。12月、陳留王劉歓楽を太傅に、楚王劉聡を大司徒に、江都王劉延年を大司空に、劉洋を大司馬にそれぞれ任じ、領内に大赦を下した。
河瑞2年（310年）1月、妻の単氏を皇后に立て、劉和を皇太子とし、大赦を下した。また、劉乂を北海王に封じ、長楽王劉洋を大司馬に任じた。

### 洛陽侵攻

#### 黎陽・壷関へ進出
遡って永鳳2年（309年）3月、西晋の左積弩将軍朱誕が漢へ亡命してきた。彼は劉淵へ向け、西晋の都である洛陽がいかに脆弱であるかを語り、これを攻め取るよう勧めた。そこで劉淵は洛陽に狙いを定めると、朱誕を前鋒都督に、滅晋将軍劉景を大都督に任じ、彼らをまず黎陽へ侵攻させた。劉景らは黎陽へ侵攻するとこれを陥落させ、さらに延津へ進撃して王堪を撃ち破った。
さらに劉淵は王弥を侍中・都督青徐兗豫荊揚六州諸軍事・征東大將軍・青州牧に任じ、楚王劉聡・前鋒都督石勒と共に壷関へ侵攻させた。西晋の并州刺史劉琨は護軍黄粛・韓述を救援の為に派遣したが、劉聡は西澗において韓述を破り、石勒は封田において黄粛を破り、いずれもその首級を挙げた。当時洛陽において政権を掌握していた東海王司馬越は、淮南内史王曠・将軍施融・曹超を派遣して劉聡軍を防がせた。王曠は太行を越えた所で漢軍と遭遇し、両軍は長平において交戦した。劉聡・王弥らはこれを破って王曠を撃退し、施融・曹超を戦死させた。
劉聡はさらに屯留・長子を攻略して1万9千人を殺害するか捕虜とし、上党郡太守龐淳は壷関ごと漢に降伏した。劉琨は都尉張倚を領上党郡太守に任じ、襄垣を守らせた。

#### 第一次侵攻
同年（309年）8月、劉聡・王弥に洛陽攻略を命じ、劉曜・趙固らをその後詰とした。劉聡らは司馬越が派遣した平北将軍曹武らを破り、続けざまに平昌公司馬模が派遣した淳于定らも撃退すると、進軍を続けて洛陽のすぐ西に位置する宜陽まで到達した。9月、劉聡は勝ちに驕って備えを怠っており、弘農郡太守垣延の偽装投降からの夜襲を受けて大敗を喫し、平陽へ帰還した。敗戦を聞いた劉淵は白服（喪服）を着て劉聡を出迎えたという。

#### 第二次侵攻
10月、劉淵は再び洛陽攻略の軍を起こすと、劉聡・王弥・劉曜・劉景らに精騎兵5万を与えて出撃させ、大司空呼延翼に歩兵を与えて後続させた。西晋朝廷は漢軍を撃退したばかりだったため、すぐにまた到来するとは思っておらず、大いに衝撃を受けた。劉聡らは河南で晋軍を打ち破ると、宜陽から西明門へ進んだ。西晋の護軍賈胤や涼州からの救援軍である北宮純らは宵闇に乗じ、勇士千人余りを率いて漢軍の陣営を夜襲し、征虜将軍呼延顥を討ち取った。その為、劉聡は南へ軍を戻して洛水に陣営を築いたが、呼延翼が部下の反逆により殺されるとその軍は総崩れとなり、大陽より敗走してしまった。劉淵は劉聡らへ勅書を送って帰還を命じたが、劉聡は晋軍の脆弱さを主張し、呼延顥・呼延翼が戦死した程度で退却するべきではないと攻撃続行を固く要請したので、劉淵はこれを許した。司馬越は洛陽に籠城して自ら守備についた。劉聡は宣陽門に進駐すると、劉曜・王弥・劉景に洛陽の各門から攻勢をかけさせ、嵩山に登って神に勝利を祈願した。そして、平晋将軍・安陽王劉厲と冠軍将軍の呼延朗に軍を統率させ、劉聡は1000騎を率いて戦場の視察に赴いた。司馬越は敵本陣に劉聡が不在であることを知ると、太傅参軍孫詢・丘光・楼裒らに勇士3000人を与えた。孫詢らは宣陽門から出撃すると、漢軍を撃ち破り呼延朗を斬り殺した。劉聡はこれを聞くと急いで戻ったが、劉厲は劉聡に処罰されることを恐れて入水自殺した。その後、劉淵は、黄門郎の傅詢を劉聡の下へ派遣し、軍を帰還させた。劉聡が平陽へ戻ると、大司徒に任じられた。
11月、劉聡・劉曜が平陽に帰還した。王弥も轘轅から撤退したが、司馬越配下の薄盛・李惲らより追撃を受け、敗北を喫した。

### 各地を転戦
遡って元熙5年（308年）1月、侍中劉殷・王育は劉淵へ、漢の将軍を四方に派遣し、劉琨を初めとした対抗する諸勢力の鎮圧に当たるよう進言した。劉淵はその勧めに従い、劉聡を始めとした10人の将軍を南へ派遣して太行に拠らせ、石勒を始めとした10人の将軍を東方の趙・魏の地方に派遣し、各地の討伐に当たらせた。
2月、石勒は常山へ侵攻したが、都督幽州諸軍事王浚に撃破された。
5月、劉聡は河東において北宮純らと争ったが、これに敗れた。
9月、王弥・石勒に鄴の攻略を命じると、漢軍の到来を恐れた守将の和郁は城を捨てて逃走した。晋朝は漢軍の攻勢を阻むため、豫州刺史裴憲を白馬へ、車騎将軍王堪を東燕へ、平北将軍曹武を大陽へ派遣し、劉淵に備えさせた。
10月、并州刺史劉琨は上党郡太守劉惇に鮮卑兵を与えて壷関へ侵攻させた。漢の鎮東将軍綦毋達はこれに敗れて撤退した。
11月、劉霊・石勒・王弥・劉曜に3万を与え、魏郡・汲郡・頓丘郡へ侵攻させた。人民はみな彼らに従い、50余りの砦が降伏した。砦主にはみな将軍や都尉の印綬を与え、勇壮な5万人を選抜して兵士とし、老弱なものは今まで通り慰撫した。
永鳳2年（309年）夏頃、漢の安東大将軍石勒は鉅鹿・常山へ侵攻し、10万を超える衆を帰属させた。
匈奴鉄弗部の劉虎は新興に割拠していたが、ある時を境に白部鮮卑と共に漢に降伏した。その為、劉琨が自ら劉虎討伐に向かうと、劉聡はその隙を突いて兵を繰り出して晋陽を襲撃したが、攻略できなかった。
8月、王浚は配下の祁弘と鮮卑の段務勿塵を飛龍山に派遣して石勒を撃った。石勒はこれに大敗を喫して黎陽まで撤退した。
同月、王弥は二千騎を率いて襄城の諸県を攻めた。当時、河東・平陽・弘農・上党に住んでいた数万家の民が潁川・襄城・汝南・南陽・河南に避難してきており、彼らは城村を焼き払って役人を殺害して王弥に応じた。
石勒は信都へと侵攻して西晋の冀州刺史王斌を討ち取った。西晋の魏郡太守劉矩は石勒に降伏して郡を明け渡した。西晋の車騎将軍王堪・北中郎将裴憲は石勒討伐の為に洛陽から出陣したが、石勒が黎陽まで進撃すると、恐れた裴憲は軍を捨てて淮南に逃亡し、王堪もまた倉垣へ退却した。
12月、曲陽王劉賢・征北大将軍劉霊・安北将軍趙固・平北将軍王桑を東へ派遣し、内黄に駐屯させた。
王弥は左長史曹嶷を行安東将軍に推挙して青州を攻略するよう上奏すると、劉淵はこれを許可した。河瑞2年（310年）1月、曹嶷は大梁から軍を発して東へ向かうと、通過する所全てを攻略し、遂には東平を攻め落として琅邪へ侵攻した。
同月、石勒は白馬を急襲して攻め落とし、男女3千人余りを生き埋めにした。王弥は3万の兵を率いてこれに合流し、共に徐州・豫州・兗州を荒らし回った。2月、石勒は鄄城・倉垣を陥落させ、さらに広宗・清河・平原・陽平の諸県に立て続けに攻め込んだ。これにより、石勒に降伏した者は9万人を超えた。
4月、劉霊は広宗において王浚配下の将軍祁弘に敗れ、戦死した。
7月、劉淵は劉聡・劉曜・石勒・趙固・王桑を河内に派遣し、懐城を守る河内郡太守裴整を包囲させた。西晋は征虜将軍宋抽を救援軍として派遣したが、石勒・王桑がこれを撃退した。河内の住民は裴整を捕らえて降伏すると、劉淵は裴整を尚書左丞に抜擢した。

### 最期
河瑞2年（310年）7月、劉淵は病床に伏すようになると、後事を託す準備として劉歓楽を太宰に、劉洋を太傅に、劉延年を太保に、劉聡を大司馬・大単于・録尚書事に、劉裕を大司徒に、劉隆を尚書令に、劉乂を撫軍大将軍・領司隷校尉に、劉曜を征討大都督・領単于左輔に、廷尉喬智明を冠軍大将軍・領単于右輔に、光禄大夫劉殷を左僕射に、王育を右僕射に、任顗を吏部尚書に、朱紀を中書監に、護軍馬景を領左衛将軍に、永安王劉安国を領右衛将軍に任じた。また、安昌王劉盛・安邑王劉欽・西陽王劉璿をみな領武衛将軍に任じ、禁兵を各々統率させた。平陽西部に単于台を置いた。
劉淵の病がいよいよ重くなってくると、彼は劉歓楽と劉洋らを禁中に呼び出し、遺詔を与えて朝政を補佐するよう命じた。河瑞2年（310年）7月、劉淵はこの世を去った。在位すること6年であった。子の劉和が位を継いだ。9月、光文皇帝と諡され、永光陵に葬られ廟号を高祖とされた。

## 人物
大志を抱いており、寛容な人柄にして英傑であったという。また、容貌はたくましく立派であった。
崔遊の下では『毛詩』『京氏易』『馬氏尚書』などの経史を広く学んだ事により、若いころから漢人の文化に深く精通していた。特に『春秋左氏伝』『孫子』『呉子』は暗誦する事が出来る程にのめり込み、『史記』『漢書』やその他諸々の書物でも読んでいないものはなかったという。また、武芸にも秀でており、腕が長かったので射術を得意とし、腕力も人並み外れていた。
その身長は8尺4寸にも達していたという。また、3尺余りの鬚を持ち、その真ん中に3尺6寸の赤く細い毛が3本生えているという特徴的な風貌をしていた（魏の時代は1尺＝24.1cmであり、これが事実であるならば2m越えの大男となる。但し、晋書に記載している尺度が魏の時代のものに基づいているかは不明）。

## 逸話

### 人物を現す逸話
- 7歳の時に母の呼延氏を亡くすと、劉淵は地団太を踏んで胸を叩きながら号泣し、その悲しみぶりは尋常ではなかった。その様は周囲の者も感動させる程であり、部族の民や宗族からはその孝行ぶりを称賛された。当時、魏の司空であった王昶もまたこれを聞くと劉淵を大いに褒めたたえ、使者を派遣して弔問を行ったという。
- かつて劉淵が崔遊に師事していた頃、同じ門下生である朱紀・范隆に向けて「随何や陸賈には学問があっても武功が無く、絳侯（周勃）や潁陰侯（灌嬰）には武勇があっても学問が無かった。だから随何・陸賈は高祖に仕えたが侯に封ぜられる活躍はできず、絳侯・潁陰侯は太宗に仕えたが人民を教導するような事はできなかった。いずれしても惜しいことだ」と述べると、それを自らの教訓として文学だけでなく武芸の稽古にも励むようになった。
- 屯留出身の崔懿之や襄陵出身の公師彧らは人相見として評判であったが、彼らは若い頃の劉淵と会うなり大変驚いて「この人の出で立ち、容貌は常人のものではないぞ。こんな凄い人を、今まで会ったことがない」と互いに言い合い、劉淵を崇拝して深く交流するようになった。
- 魏晋王朝の重臣である王渾とは洛陽にいた時代に深い交流を結んでおり、互いに謙虚に親交を深め合ったといわれ、王渾は子の王済には劉淵に拝させる程であった。西晋が樹立すると、王渾は武帝司馬炎と謁見する度にしばしば劉淵の事を褒め称え、彼が重んじられるきっかけを作っている。
- 永安元年（304年）8月、司馬穎が東嬴公司馬騰・安北将軍王浚に敗れて鄴を放棄して逃走した時、劉淵は司馬穎救援の為に兵を繰り出そうとしたが、劉宣は固くこれを諌めて「晋朝は非道にも我らを奴隷のごとく扱いました。故にかつて右賢王劉猛は激憤を堪えられず反乱を起こしましたが、当時はまだ晋朝の綱紀は緩んでおらず、大事は成就せずに劉猛は殺されてしまいました。あの敗戦は単于の恥といえましょう。今、司馬氏は父子兄弟で争っておりますが、これは天が晋を嫌って我ら匈奴に天下を授けようとしているのです。単于（劉淵）は身に徳があり、晋人すら感服させてきました。今こそ、国家・民族を振興させて、呼韓邪（分裂していた匈奴を統一した人物）の事業を復活させる時なのです。鮮卑や烏桓は我らの助けとすべきであり、彼らと争い仇敵の関係になる必要などありません。天がわれらに手を貸して晋朝を滅亡させようとしている時に、その意思に逆らってはなりません。もし逆らえば事業を成功させることはできないでしょう。天が与えようとしているものを受け取らなくては、逆に罰を受けることになります。どうか単于は進むべき道を間違われませんよう」と請うた。劉淵はこの諫めを受けて「いいだろう！ただ、大丈夫（一端の男）として生まれたからは漢高（劉邦）や魏武（曹操）を目指すべきであり、どうして呼韓邪なんぞで足りようか！」と述べると、劉宣ら群臣は感嘆して「とても我らの及ぶところではございません」と述べて頭を下げたという。
- 永興元年（304年）12月、冠軍将軍喬晞が介休を攻略した時、介休県令賈渾は西晋に忠義を誓って降伏を拒絶した為、喬晞の怒りを買って殺害された。また、その妻である宗氏は年若く容貌が美しかった事から、喬晞は彼女を娶ろうとしたが、宗氏は泣き叫びながら喬晞を罵倒したので、彼女もまた殺害された。劉淵はこの件を伝え聞くと、激怒して「天道がこれを知ったならば、喬晞はどうして種（子孫）を望めようか！」と言い放ち、すぐさま兵を送って喬晞を捕らえて連れ戻させ、官位を四等降格した。また、賈渾の屍を収容すると、これを手厚く葬ったという。
- 永鳳2年（309年）3月、滅晋将軍劉景が延津を陥落させた時、彼は延津にいた3万人余りの男女を河へ投げ込み、尽く殺害してしまった。これを聞いた劉淵は激怒して「景（劉景）はどのような面目があって朕に再び会うつもりなのか。天道がどうしてこのような振る舞いを許そうか。我が除かんとしているのは司馬氏だけであり、細民（民百姓）に一体どのような罪があろうか！」と言い、 劉景を平虜将軍に降格させた。
- 宗正の呼延攸は劉淵の妻の弟に当たる人物であり、また漢の元勲の一人である呼延翼の子であるが、劉淵はその無能で俗的な人格を忌み嫌い、決して要職に就けなかったという。劉淵の後を継いだ劉和は呼延攸の外甥であり親交が篤かったので、彼を太尉という重職に就けたが、その進言により異母弟の劉聡らを粛清しようとしたので身の破滅を迎えた。果たして劉淵が懸念した通りであったという。

### 瑞祥
- 魏の嘉平年間（249年 - 254年）、劉豹の妻である呼延氏が龍門において子宝が授かるように祈っていると、突如としてその前に頭に2本の角がある1匹の大きな魚が現れた。その魚は鱗を躍らせながら祭壇に上り、その後しばらくして去っていった。彼女はこの事について巫に尋ねると、みな一様に「これは吉兆ですぞ」と告げた。その夜、呼延氏は不思議な夢を見た。その内容は、昼間に目撃した魚が人に変貌すると、左手に持っていた鶏卵の半分程の大きさの光る物を呼延氏に手渡して『これは日の精である。これを飲めば、優れた価値のある子を産むことが出来るだろう』と告げた。呼延氏は目が覚めてから劉豹に夢の話をすると、劉豹は「良い夢を見たな。私がかつて邯鄲にいる張冏の母司徒氏の下に行った時、彼女はひとつの予言をした。私の子孫は高貴な身分となり、3代のうちに必ず大いに栄えると。お前の夢はこれと合致する」と喜んだ。それから13ヶ月して劉淵が生まれた。その左手には『淵』という紋様が浮き出ていたので、それをもって名前を付けたという[1]。
- 永鳳2年（309年）、ある民が汾水の中から玉璽を拾った。その玉璽には『有新保之（新朝がこれを保つ）』と書かれており、おそらく王莽の時代の物と思われた。拾った人物はその玉璽に『淵海光』の3字を追加し、劉淵のもとへ送り届けた。受け取った劉淵はこの玉璽を吉兆であると喜び、大赦を下して河瑞と改元したという。

### 洛陽時代の逸話
劉淵が洛陽に留まっていた頃、その血筋と才覚により多くの者から注目を浴びる事となったが、それ故に朝廷の重臣達からは大いに警戒される事となり、立場が危うくなる事が何度かあった。
- まだ呉が健在だった頃、司馬炎は王済に「劉淵は容姿端麗で才能にあふれている。春秋の由余や前漢の金日磾でも、劉淵には及ばないな」と語りかけると、王済は「劉淵の容姿や才能が優れているのは陛下の仰るとおりです。しかし、劉淵の文武の才は由余や金日磾と比較するようなものではありません。もし劉淵に東南方面の軍事一切をお任せになるならば、呉郡や会稽郡はたちまち帰順し、呉を平定に赴く必要すらなくなるでしょう。」と答えた。司馬炎は王済の意見に同意して呉の征伐を委ねようと考えたが、孔恂と楊珧は進み出て「臣が劉淵の才覚を見たところ、おそらく他に並ぶものはいないでしょう。もし陛下が彼に兵権を与えれば、孫呉を平定した後、転進して北に軍を向けるやもしれません。彼は胡族であり、胸のうちに必ず異心があります。ですから臣はひそかに陛下のために、この件について憂慮しております。彼に長江の要害に拠るような機会を与えてはなりません」と諫めた。これを聞いた司馬炎は黙り込んでしまった。

- 泰始6年（270年）から咸寧4年（278年）にかけて、鮮卑の禿髪樹機能が西晋に対し大規模な反乱を起こして秦州・涼州を席巻した。その為、司馬炎は朝議において誰に平定を任せるべきか意見を集めると、李憙は「陛下がもし五部匈奴を動員し、劉淵に将軍号を与えて西に進軍させれば、たちまち平定することでしょう」と勧めた。だが、孔恂は「李公（李憙）の進言は、憂いを完全に取り除くものとは言えません」と反論すると、李憙は怒って「匈奴の勇猛さと劉淵の用兵の巧みさをもって陛下の威を広めれば、どうして滅ぼせないことがあるのか」と詰った。これに孔恂が「もし劉淵が涼州を平定して禿髪樹機能を斬ったとしても、涼州に劉淵という新たな難が起きるだけです。龍が雲雨を得れば、もう池の中に潜んだりはしないでしょう」と答えた。司馬炎は孔恂の意見にも思うところがあったので、劉淵に涼州平定を命じるのを諦めた。

- 劉淵は名門貴族であった王弥とはかねてより仲が良く、彼が洛陽から故郷の青州に帰るときには九曲の川岸まで見送りに行った。この時、劉淵は涙を流して王弥へ「王渾や李憙は同郷のよしみで私の事を称賛し、朝廷に推挙してくれる。だが、それによって一部の人に、陛下の前で私を讒言する（貶める）機会を与えてしまっている。これは私の本意ではなく、むしろ立場を危うくしているだけだ。それに私は元から官位などに興味はないのだ。私が本音を話せるのはあなただけだ。私は恐らく洛陽で誅殺されるだろう。あなたと会うのもこれが最後であろうな」と自らの心情を漏らした。また、憤りと悲しみのあまり、酒を浴びるように飲みながら声高に詩歌を吟じた。これに同席していた人はみな涙を堪え切れなかったという。当時、斉王司馬攸は九曲に駐屯していたが、彼はこの一件を伝え聞くと劉淵の下へ人を派遣し、その動向を観察すると共に、兄である武帝司馬炎へ書を送って「劉淵を除かなければ、并州が久しく安寧のままではないでしょう」と忠告した。だが、王渾は進み出て「劉淵は徳に優れる人物です。私は陛下の御為にはっきりと申し上げます。この晋国は誠を用いて少数民族を従え、徳を用いて遠方の民を帰属させております。劉淵は匈奴を代表して来朝しているのです。その劉淵をもしあらぬ疑いをかけて殺してしまえば、晋朝の恩徳が広まることなどありましょうか」と反論した。司馬炎は王渾に深く同意し、この件については不問とした。

## 宗室

### 后妃
- 呼延皇后（呼延翼の娘）
- 単皇后（単徴の娘）
- 張夫人（光献皇后の諡号を贈られた。張寔の姉）

### 子女
- 梁王 劉和（玄泰） - 母は呼延皇后
- 劉恭（玄門） - 母は張夫人
- 昭武帝 劉聡（玄明） - 母は張夫人
- 斉王 劉裕
- 魯王 劉隆
- 北海王 劉乂 - 母は単皇后

## 創作において
- 『三国志平話』 - 『三国志演義』の原型となった、元代の小説。作中において劉淵は漢王朝の末裔とされ、劉淵が天下を取り漢朝が復興する。
- 『続三国演義』 - 別称『三国志後伝』。明代の小説。著者は酉陽野史。劉淵は劉禅の第七子劉璩が名を変えた姿という設定。基本的な流れは三国志平話と同様で、劉淵は蜀の名将の子孫たちと共に晋を打ち倒す。
- 『後三国石珠演義』 - 清代の小説。石珠という女性が劉弘祖と協力し趙を建国し、晋を滅ぼすべく戦う。劉弘祖のモデルが劉淵とされる。妖術・方術使いが大量に登場するなど、ファンタジー色が強い。

## 関連人物
- 孫
  - 河間王劉易
  - 河内王劉粲（隠帝）
  - 彭城王劉翼
  - 高平王劉悝
  - 勃海王劉敷
  - 河南王劉驥
  - 燕王劉鸞
  - 楚王劉鴻
  - 斉王劉勱
  - 秦王劉権
  - 魏王劉操
  - 趙王劉持
  - 呉王劉逞
  - 潁川王劉朗
  - 零陵王劉皋
  - 丹陽王劉旭
  - 蜀王劉京
  - 九江王劉坦
  - 臨川王劉晃
  - 会稽王劉衷
  - 東平王劉約
- 兄
  - 江都王劉延年
- 弟
  - 劉雄
- 従子・族子
  - 始安王劉曜
  - 劉良孫 - 劉延年の子
  - 陳留王劉歓楽
  - 長洛王劉洋
  - 汝陰王劉景
  - 安陽哀王劉厲
  - 永安王劉安国
  - 西陽王劉璿
  - 広平王劉岳 - 劉曜の従兄弟
  - 劉暉 - 劉曜の兄弟
- 従曾祖父
  - 去卑 - 劉烏利の子、劉猛の兄
  - 潘六奚 - 劉猛の兄
  - 劉猛 - 劉副侖の父
  - 劉亮 - 劉曜の高祖父、羌渠の兄弟もしくは従兄弟
- 従祖父
  - 呼廚泉 - 羌渠の子
  - 劉宣 - 呼廚泉の弟
  - 誥升爰 - 去卑の子
  - 劉副侖 - 劉猛の子
  - 劉広 - 劉曜の曾祖父
- 従父・族父
  - 劉防 - 劉曜の祖父
- 従兄弟・族兄弟
  - 劉緑 - 劉曜の父
  - 劉鋭
  - 劉乗
- 族子 劉曜の子
  - 臨海王劉倹（母：元悼皇后）
  - 南陽王劉胤（母：元悼皇后）
  - 皇太子劉煕（母：献文皇后）
  - 長楽王劉襲（母：同上）
  - 太原王劉闡（母：同上）
  - 淮南王劉沖
  - 斉王劉敞
  - 魯王劉高
  - 楚王劉徽
- 第4子　劉聡の妻
  - 劉娥
  - 劉英
- 族人
  - 安邑王劉欽
  - 安昌王劉盛
- 呼延一族
  - 呼延翼
  - 呼延攸
  - 呼延顥
  - 呼延寔
  - 呼延晏
  - 呼延朗
- 劉氏外戚
  - 単徴
  - 靳準
  - 靳沖
  - 卜泰
  - 張寔
  - 劉殷
- 配下
  - 陳元達
  - 劉宏
  - 劉敏元
  - 劉雅
  - 崔遊
  - 朱誕
  - 朱紀
  - 趙固
  - 趙染
  - 王育
  - 王延
  - 王彰
  - 王沈
  - 任顗
  - 傅虎
  - 卜珝
  - 馬景
  - 彭天護
  - 喬智明
  - 石勒
  - 王弥
  - 王桑
  - 劉霊
  - 曹嶷